# Herb gminy Godkowo
Herb gminy Godkowo – symbol gminy Godkowo, ustanowiony 8 sierpnia 1997.

## Wygląd i symbolika
Herb przedstawia na tarczy w polu błękitnym w górnej części tarczy napis „GODKOWO”, natomiast poniżej bociana w gnieździe z rozpostartymi skrzydłami.